# Simulium lineothorax
Simulium lineothorax är en tvåvingeart som beskrevs av Puri 1932. Simulium lineothorax ingår i släktet Simulium och familjen knott. Inga underarter finns listade i Catalogue of Life.